# Runes hongroises
Pour les articles homonymes, voir Rune et Rune (homonymie).
Les runes hongroises (en hongrois : székely magyar rovásírás ou simplement rovás) proviennent vraisemblablement de l'Alphabet de l'Orkhon et ont été utilisées jusqu'en 1850 dans certaines zones de Hongrie et de Transylvanie (actuellement Roumanie). Elles étaient l'écriture la plus répandue du hongrois jusqu'au Xe siècle ; le roi Étienne Ier (977-1038) imposa par la suite l'alphabet latin.
Les runes hongroises s'écrivent soit de gauche à droite soit de droite à gauche. Le fait que les lettres de cet alphabet correspondent aux phonèmes de la langue hongroise en font une écriture plus adaptée à cette langue que l'alphabet latin. 

## Origines

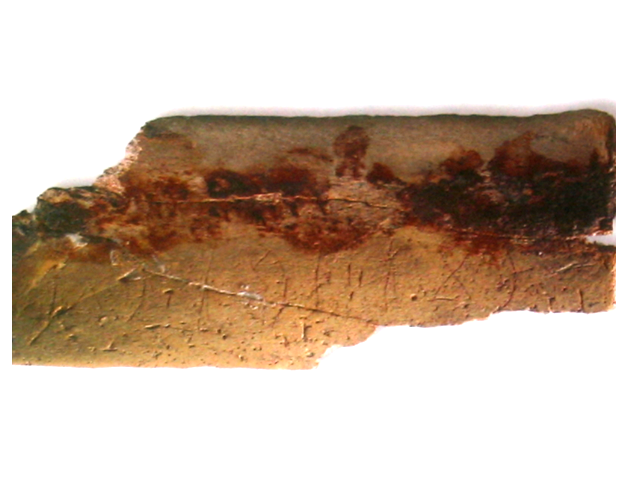
Inscription trouvée à Homokmégy-Halom, datant du Xe siècle

## Système d'écriture

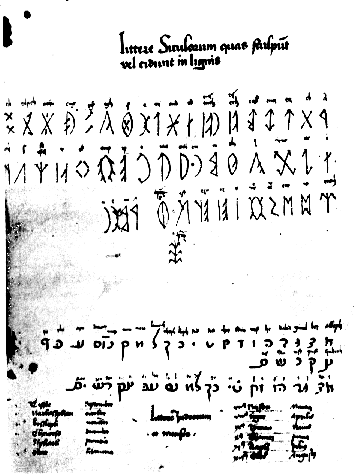
Alphabet de Nikolsburg, Enlaka, 1668

## Usage contemporain

### Signalisation routière

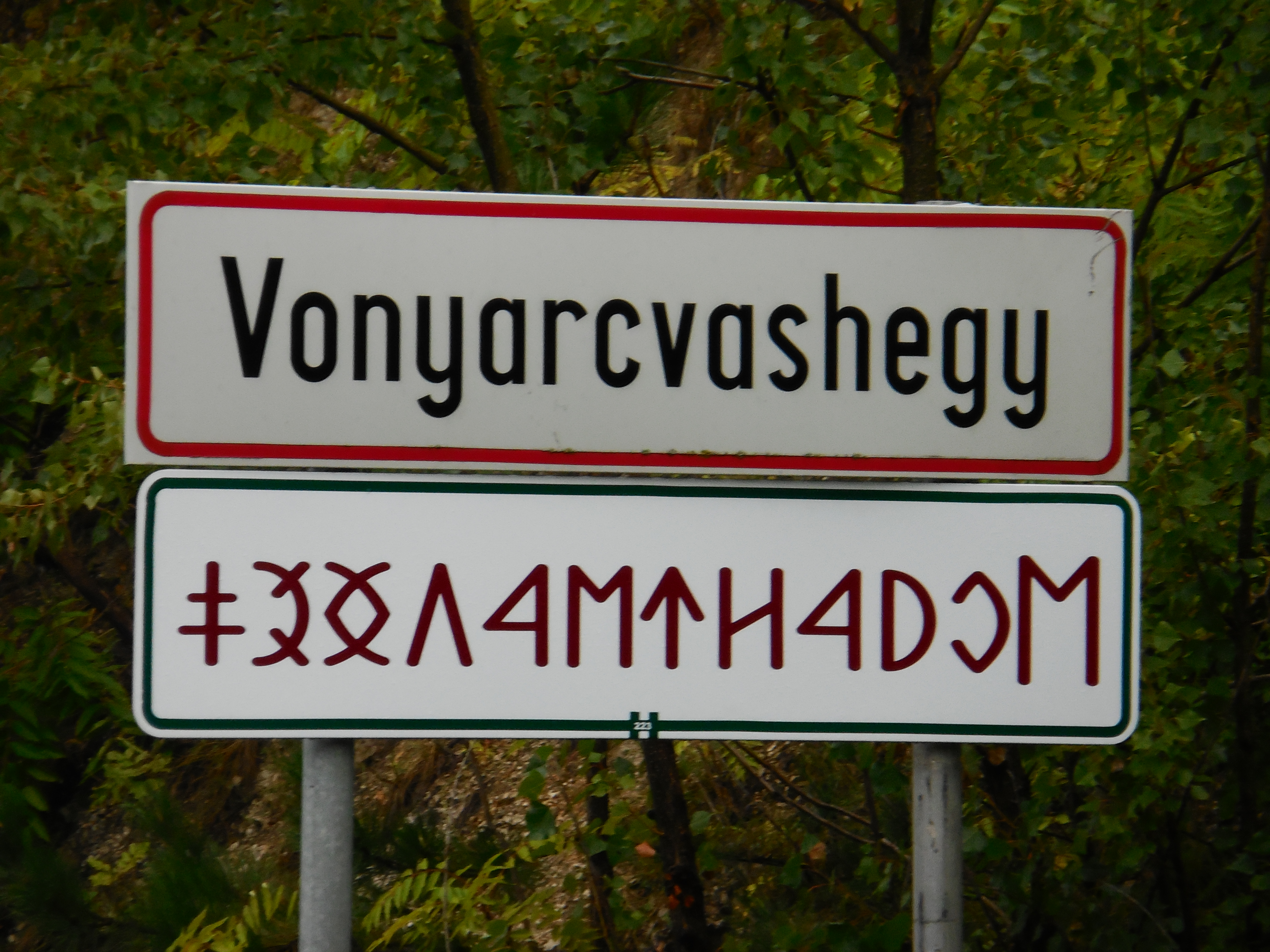
Utilisation contemporaine des runes hongroises sur un panneau routier annonçant le village de Vonyarcvashegy.

La première occurrence connue d'un panneau de signalisation routière en runes hongroises remonte à 1990 dans la localité de Cristuru Secuiesc en pays sicule. Le panneau en métal positionné sauvagement à l'entrée d'un village fut aussitôt retiré par l'Union démocrate magyare de Roumanie (RMDSz), principal parti de la communauté magyare de Roumanie. Des panneaux similaires continuèrent néanmoins de faire leur apparition dans de nombreuses localités à majorité magyarophone. 
Le 21 juin 2003, la section transylvaine de la Fédération mondiale des Hongrois, proche de l'extrême droite, organise une conférence à Miercurea-Ciuc au cours de laquelle elle invite les communes à majorité magyarophone de Transylvanie à afficher officiellement le nom de leurs localités en runes hongroises. L'appel est suivi bien au-delà des frontières roumaines, dans la mesure où de nombreuses communautés locales de Voïvodine, Slovaquie et même de Hongrie emboîtent le pas dans les années 2000. En juillet 2010, la Fondation Rovás crée une version standardisée de ces panneaux afin de respecter les normes et usages de la signalisation routière. 
Ce mouvement de promotion des runes hongroises est essentiellement porté par des élus locaux proches de l'extrême droite ou de la droite nationaliste.

### Édition

Alphabet runique hongrois et sicule

### Table des caractères
| Lettre | Nom               | Phonème (API) | Hongrois archaïque (image) | Hongrois archaïque (Unicode) |
| ------ | ----------------- | ------------- | -------------------------- | ---------------------------- |
| A      | a                 | /ɒ/           |                            | 𐲀 𐳀                          |
| Á      | á                 | /aː/          |                            | 𐲁 𐳁                          |
| B      | eb                | /b/           |                            | 𐲂 𐳂                          |
| C      | ec                | /ts/          |                            | 𐲄 𐳄                          |
| Cs     | ecs               | /tʃ/          |                            | 𐲆 𐳆                          |
| D      | ed                | /d/           |                            | 𐲇 𐳇                          |
| Dz     | dzé               | /dz/          |                            | Ligature de 𐲇 et 𐲯           |
| Dzs    | dzsé              | /dʒ/          |                            | Ligature de 𐲇 et 𐲰           |
| E      | e                 | /ɛ/           |                            | 𐲉 𐳉                          |
| É      | é                 | /eː/          |                            | 𐲋 𐳋                          |
| F      | ef                | /f/           |                            | 𐲌 𐳌                          |
| G      | eg                | /ɡ/           |                            | 𐲍 𐳍                          |
| Gy     | egy               | /ɟ/           |                            | 𐲎 𐳎                          |
| H      | eh                | /h/           |                            | 𐲏 𐳏                          |
| I      | i                 | /i/           |                            | 𐲐 𐳐                          |
| Í      | í                 | /iː/          |                            | 𐲑 𐳑                          |
| J      | ej                | /j/           |                            | 𐲒 𐳒                          |
| K      | ek                | /k/           |                            | 𐲓 𐳓                          |
| K      | ak                | /k/           |                            | 𐲔 𐳔                          |
| L      | el                | /l/           |                            | 𐲖 𐳖                          |
| Ly     | elly, el-ipszilon | /j/           |                            | 𐲗 𐳗                          |
| M      | em                | /m/           |                            | 𐲘 𐳘                          |
| N      | en                | /n/           |                            | 𐲙 𐳙                          |
| Ny     | eny               | /ɲ/           |                            | 𐲚 𐳚                          |
| O      | o                 | /o/           |                            | 𐲛 𐳛                          |
| Ó      | ó                 | /oː/          |                            | 𐲜 𐳜                          |
| Ö      | ö                 | /ø/           |                            | 𐲝 𐳝 𐲞 𐳞                      |
| Ő      | ő                 | /øː/          |                            | 𐲟 𐳟                          |
| P      | ep                | /p/           |                            | 𐲠 𐳠                          |
| (Q)    | eq                |               |                            | Ligature de 𐲓 et 𐲮           |
| R      | er                | /r/           |                            | 𐲢 𐳢                          |
| S      | es                | /ʃ/           |                            | 𐲤 𐳤                          |
| Sz     | esz               | /s/           |                            | 𐲥 𐳥                          |
| T      | et                | /t/           |                            | 𐲦 𐳦                          |
| Ty     | ety               | /c/           |                            | 𐲨 𐳨                          |
| U      | u                 | /u/           |                            | 𐲪 𐳪                          |
| Ú      | ú                 | /uː/          |                            | 𐲫 𐳫                          |
| Ü      | ü                 | /y/           |                            | 𐲬 𐳬                          |
| Ű      | ű                 | /yː/          |                            | 𐲭 𐳭                          |
| V      | ev                | /v/           |                            | 𐲮 𐳮                          |
| (W)    | dupla vé          | /v/           |                            | Ligature de 𐲮 et 𐲮           |
| (X)    | iksz              |               |                            | Ligature de 𐲓 et 𐲥           |
| (Y)    | ipszilon          | /i/           |                            | Ligature de 𐲐 et 𐲒           |
| Z      | ez                | /z/           |                            | 𐲯 𐳯                          |
| Zs     | ezs               | /ʒ/           |                            | 𐲰 𐳰                          |